# Zsófia Polgár
Ne doit pas être confondu avec Judit Polgar ou Susan Polgár.
Zsófia (Zsófi) Polgár, Polgár Zsófia dans l’ordre usuel hongrois, connue également sous la forme anglicisée Sofia Polgar, est une joueuse d'échecs hongroise, née à Budapest (Hongrie) le 2 novembre 1974 et résidant en Israël depuis 2012. Elle est la deuxième fille de László Polgár, et la sœur de Susan et de Judit Polgár. Elle dispose du titre de grand maître international féminin ainsi que celui de maître international (mixte).

## Biographie et carrière

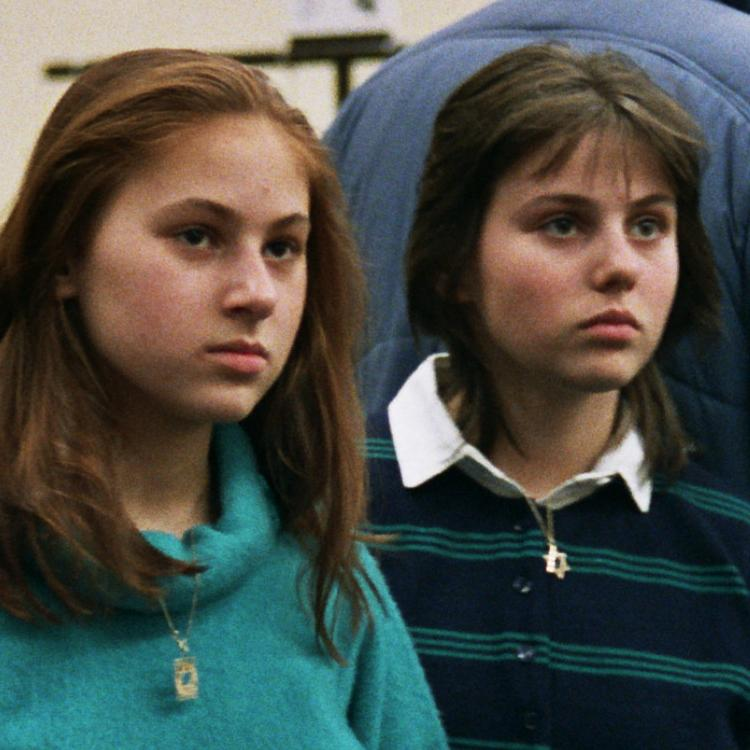
Judit et Sofia Polgar en 1988.

Zsófia Polgar connaît son plus grand succès échiquéen à l'âge de 14 ans en 1989 lors d'un tournoi international mixte à Rome. Elle réalisa à cette occasion une performance de 2735 points Elo avec 8 victoires et une nulle en 9 parties, ayant affronté 5 grands maîtres.
En 1994, elle finit deuxième du championnat du monde d'échecs junior mixte remporté par l'Islandais Helgi Grétarsson.

## Vie privée
En 1999, Zsófia Polgar épouse le grand maître israélien Yona Kosashvili avec qui elle émigre en Israël et a deux enfants : Allon et Yoav.
Zsófia Polgar émigre à Toronto en 2006. En 2012, elle retourne en Israël et emménage à Tel Aviv.